# Thermomyces verrucosus
Thermomyces verrucosus är en svampart som beskrevs av Pugh, Blakeman & Morgan-Jones 1964. Thermomyces verrucosus ingår i släktet Thermomyces, ordningen Eurotiales, klassen Eurotiomycetes, divisionen sporsäcksvampar och riket svampar.   Inga underarter finns listade i Catalogue of Life.